# Sugiyama Rikihiro
Rikihiro Sugiyama (杉山 力裕 Sugiyama Rikihiro, sinh ngày 1 tháng 5 năm 1987 ở Shizuoka, Nhật Bản) là một thủ môn bóng đá thi đấu cho Avispa Fukuoka.

## Thống kê sự nghiệp
Cập nhật đến ngày 23 tháng 2 năm 2018.
| Thành tích câu lạc bộ | Thành tích câu lạc bộ | Thành tích câu lạc bộ | Giải vô địch | Giải vô địch | Cúp                   | Cúp                   | Cúp Liên đoàn | Cúp Liên đoàn | Tổng cộng | Tổng cộng |
| Mùa giải              | Câu lạc bộ            | Giải vô địch          | Số trận      | Bàn thắng    | Số trận               | Bàn thắng             | Số trận       | Bàn thắng     | Số trận   | Bàn thắng |
| Nhật Bản              | Nhật Bản              | Nhật Bản              | Giải vô địch | Giải vô địch | Cúp Hoàng đế Nhật Bản | Cúp Hoàng đế Nhật Bản | J. League Cup | J. League Cup | Tổng cộng | Tổng cộng |
| --------------------- | --------------------- | --------------------- | ------------ | ------------ | --------------------- | --------------------- | ------------- | ------------- | --------- | --------- |
| 2006                  | Kawasaki Frontale     | J1 League             | 0            | 0            | 0                     | 0                     | 0             | 0             | 0         | 0         |
| 2007                  | Kawasaki Frontale     | J1 League             | 0            | 0            | 0                     | 0                     | 0             | 0             | 0         | 0         |
| 2008                  | Kawasaki Frontale     | J1 League             | 0            | 0            | 0                     | 0                     | 0             | 0             | 0         | 0         |
| 2009                  | Kawasaki Frontale     | J1 League             | 0            | 0            | 3                     | 0                     | 2             | 0             | 5         | 0         |
| 2010                  | Kawasaki Frontale     | J1 League             | 1            | 0            | 0                     | 0                     | 0             | 0             | 1         | 0         |
| 2011                  | Kawasaki Frontale     | J1 League             | 13           | 0            | 3                     | 0                     | 2             | 0             | 18        | 0         |
| 2012                  | Kawasaki Frontale     | J1 League             | 5            | 0            | 2                     | 0                     | 1             | 0             | 8         | 0         |
| 2013                  | Kawasaki Frontale     | J1 League             | 11           | 0            | 2                     | 0                     | 7             | 0             | 20        | 0         |
| 2014                  | Kawasaki Frontale     | J1 League             | 14           | 0            | 1                     | 0                     | 3             | 0             | 18        | 0         |
| 2015                  | Shimizu S-Pulse       | J1 League             | 24           | 0            | 0                     | 0                     | 3             | 0             | 27        | 0         |
| 2016                  | Shimizu S-Pulse       | J2 League             | 20           | 0            | 0                     | 0                     | –             | –             | 20        | 0         |
| 2017                  | Avispa Fukuoka        | J2 League             | 30           | 0            | 0                     | 0                     | –             | –             | 30        | 0         |
| Tổng                  | Tổng                  | Tổng                  | 118          | 0            | 11                    | 0                     | 18            | 0             | 147       | 0         |